# Poa venosa
Poa venosa là một loài cỏ trong họ hòa thảo, thuộc chi poa.